# Phaethoquornithes
Phaethoquornithes là một nhánh chim bao gồm hai phân nhánh Eurypygimorphae và Aequornithes, được phát hiện vào năm 2014 thông qua việc phân tích gen. Các thành viên của Eurypygimorphae ban đầu được phân loại trong nhánh lỗi thời Metaves, và Aequornithes được phân loại là nhóm chị em với Musophagiformes hoặc Gruiformes.
Nhánh này cũng được gọi một cách không chính thức là Ardeae. Các hệ thống phân loại cũ đã sử dụng Ardeae theo nghĩa khác, như một phân bộ của Ciconiiformes chứa diệc và họ hàng.

## Phân loại
Sơ đồ phát sinh chủng loại nhánh Phaethoquornithes dưới đây dựa trên Kuhl, H. et al. (2020)

|  | Phaethontiformes (chim nhiệt đới)          |
|  |                                            |
|  | Eurypygiformes (chim kagu và vạc mặt trời) |
|  |                                            |

|  | Procellariiformes (hải âu và hải yến) |
|  |                                       |
|  | Sphenisciformes (chim cánh cụt)       |
|  |                                       |

|  | Ciconiiformes (hạc)                                                                                    |
|  | |
|  | \| \| Suliformes (chim điên, cốc,...) \| \| \| \| \| \| Pelecaniformes (diệc, bồ nông,...) \| \| \| \| |
|  | |
|  | Suliformes (chim điên, cốc,...)                                                                        |
|  | |
|  | Pelecaniformes (diệc, bồ nông,...)                                                                     |
|  | |

|  | Suliformes (chim điên, cốc,...)    |
|  |                                    |
|  | Pelecaniformes (diệc, bồ nông,...) |
|  |                                    |

|  | Procellariiformes (hải âu và hải yến) |
|  |                                       |
|  | Sphenisciformes (chim cánh cụt)       |
|  |                                       |

|  | Ciconiiformes (hạc)                                                                                    |
|  | |
|  | \| \| Suliformes (chim điên, cốc,...) \| \| \| \| \| \| Pelecaniformes (diệc, bồ nông,...) \| \| \| \| |
|  | |
|  | Suliformes (chim điên, cốc,...)                                                                        |
|  | |
|  | Pelecaniformes (diệc, bồ nông,...)                                                                     |
|  | |

|  | Suliformes (chim điên, cốc,...)    |
|  |                                    |
|  | Pelecaniformes (diệc, bồ nông,...) |
|  |                                    |

|  | Procellariiformes (hải âu và hải yến) |
|  |                                       |
|  | Sphenisciformes (chim cánh cụt)       |
|  |                                       |

|  | Ciconiiformes (hạc)                                                                                    |
|  | |
|  | \| \| Suliformes (chim điên, cốc,...) \| \| \| \| \| \| Pelecaniformes (diệc, bồ nông,...) \| \| \| \| |
|  | |
|  | Suliformes (chim điên, cốc,...)                                                                        |
|  | |
|  | Pelecaniformes (diệc, bồ nông,...)                                                                     |
|  | |

|  | Suliformes (chim điên, cốc,...)    |
|  |                                    |
|  | Pelecaniformes (diệc, bồ nông,...) |
|  |                                    |

|  | Procellariiformes (hải âu và hải yến) |
|  |                                       |
|  | Sphenisciformes (chim cánh cụt)       |
|  |                                       |

|  | Ciconiiformes (hạc)                                                                                    |
|  | |
|  | \| \| Suliformes (chim điên, cốc,...) \| \| \| \| \| \| Pelecaniformes (diệc, bồ nông,...) \| \| \| \| |
|  | |
|  | Suliformes (chim điên, cốc,...)                                                                        |
|  | |
|  | Pelecaniformes (diệc, bồ nông,...)                                                                     |
|  | |

|  | Suliformes (chim điên, cốc,...)    |
|  |                                    |
|  | Pelecaniformes (diệc, bồ nông,...) |
|  |                                    |

|  | Phaethontiformes (chim nhiệt đới)          |
|  |                                            |
|  | Eurypygiformes (chim kagu và vạc mặt trời) |
|  |                                            |

|  | Procellariiformes (hải âu và hải yến) |
|  |                                       |
|  | Sphenisciformes (chim cánh cụt)       |
|  |                                       |

|  | Ciconiiformes (hạc)                                                                                    |
|  | |
|  | \| \| Suliformes (chim điên, cốc,...) \| \| \| \| \| \| Pelecaniformes (diệc, bồ nông,...) \| \| \| \| |
|  | |
|  | Suliformes (chim điên, cốc,...)                                                                        |
|  | |
|  | Pelecaniformes (diệc, bồ nông,...)                                                                     |
|  | |

|  | Suliformes (chim điên, cốc,...)    |
|  |                                    |
|  | Pelecaniformes (diệc, bồ nông,...) |
|  |                                    |

|  | Procellariiformes (hải âu và hải yến) |
|  |                                       |
|  | Sphenisciformes (chim cánh cụt)       |
|  |                                       |

|  | Ciconiiformes (hạc)                                                                                    |
|  | |
|  | \| \| Suliformes (chim điên, cốc,...) \| \| \| \| \| \| Pelecaniformes (diệc, bồ nông,...) \| \| \| \| |
|  | |
|  | Suliformes (chim điên, cốc,...)                                                                        |
|  | |
|  | Pelecaniformes (diệc, bồ nông,...)                                                                     |
|  | |

|  | Suliformes (chim điên, cốc,...)    |
|  |                                    |
|  | Pelecaniformes (diệc, bồ nông,...) |
|  |                                    |

|  | Procellariiformes (hải âu và hải yến) |
|  |                                       |
|  | Sphenisciformes (chim cánh cụt)       |
|  |                                       |

|  | Ciconiiformes (hạc)                                                                                    |
|  | |
|  | \| \| Suliformes (chim điên, cốc,...) \| \| \| \| \| \| Pelecaniformes (diệc, bồ nông,...) \| \| \| \| |
|  | |
|  | Suliformes (chim điên, cốc,...)                                                                        |
|  | |
|  | Pelecaniformes (diệc, bồ nông,...)                                                                     |
|  | |

|  | Suliformes (chim điên, cốc,...)    |
|  |                                    |
|  | Pelecaniformes (diệc, bồ nông,...) |
|  |                                    |

|  | Procellariiformes (hải âu và hải yến) |
|  |                                       |
|  | Sphenisciformes (chim cánh cụt)       |
|  |                                       |

|  | Ciconiiformes (hạc)                                                                                    |
|  | |
|  | \| \| Suliformes (chim điên, cốc,...) \| \| \| \| \| \| Pelecaniformes (diệc, bồ nông,...) \| \| \| \| |
|  | |
|  | Suliformes (chim điên, cốc,...)                                                                        |
|  | |
|  | Pelecaniformes (diệc, bồ nông,...)                                                                     |
|  | |

|  | Suliformes (chim điên, cốc,...)    |
|  |                                    |
|  | Pelecaniformes (diệc, bồ nông,...) |
|  |                                    |